# Heinrich Mosler
Heinrich Otto Mosler (né en 1836 à Düsseldorf, mort le 27 novembre 1892 dans la même ville) est un peintre prussien.

## Biographie
Heinrich Mosler est le fils de Karl Josef Ignatz Mosler et le frère cadet de Dominik Mosler. Il grandit à Düsseldorf et étudie de 1850 à 1857 à l'académie des beaux-arts de Düsseldorf. Outre son père, qui enseigne l'histoire de l'art, ses professeurs sont Karl Ferdinand Sohn, Josef Wintergerst, Rudolf Wiegmann, Karl et Andreas Müller, Heinrich Mücke et Wilhelm von Schadow. Il vit à Düsseldorf jusqu'en 1880, plus récemment avec un appartement au Schwanenmarkt (de) 12 et un atelier au Inselstraße 12. En 1881, il succède à Georg Schildknecht (de) en tant que professeur de l'académie des beaux-arts de Leipzig. Cependant, il démissionne rapidement de son poste d'enseignant et retourne à Düsseldorf. Dans les dernières années de sa vie, il peint principalement des portraits.